# Piperonal
Piperonal je vrsta tvari koja se može uporabiti za izradu droga ("prekursor"). Uvršten je u Hrvatskoj na temelju Zakona o suzbijanju zlouporabe droga na Popis tvari koje se mogu uporabiti za izradu droga - Europski klasifikacijski sustav ovisno o mogućnostima zlouporabe, Službeni list Europske unije od 18. veljače 2004. Kemijsko ime po CAS-u je (1,3-benzodioxole-5-carboxaldehyde), KN oznaka je 2932 93 00, CAS-ov broj je 120-57-0.